# Путилин, Максим Юрьевич
Максим Юрьевич Путилин (11 июня 1966, Владимир, СССР) — советский и российский футболист.
Воспитанник владимирской ДЮСШ (тренер Евгений Сергеевич Ликсаков). В 1984, 1987—1991 годах играл во второй лиге за местное «Торпедо». Выступал в высшей лиге чемпионата России за «Асмарал» Москва (1992), «Торпедо» Москва (1993), «Локомотив» Нижний Новгород (1994—1995). В 1996 году вместе с ярославским «Шинником» снова вышел в высшую лигу, где провёл ещё два сезона. Затем Путилин играл в первом дивизионе за «Кристалл» Смоленск (1999) и «Амкар» Пермь (2000—2001), «Чкаловец-1936» Новосибирск (2002, второй дивизион).

## Достижения
- Обладатель Кубка России 1993 года.